# Молодіжний чемпіонат світу з футболу 1995
Молодіжний чемпіонат світу з футболу 1995 року (англ. 1995 FIFA World Youth Championship) — 10-ий розіграш молодіжного чемпіонату світу, що проходив з 13 по 28 квітня 1995 року в Катарі. Кількість команд, що беруть участь у турнірі, востаннє складала 16, оскільки з наступного турніру кількість учасників була збільшена до 24, з подальшим ще одним раундом плей-оф. Перемогу здобула збірна Аргентини, яка перемогла у фіналі Бразилію з рахунком 2:0 і таким чином здобула другий трофей у своїй історії. Найкращим гравцем турніру став бразилець Кайо, а найкращим бомбардиром — іспанець Хосеба Ечеберрія з сімома голами.
Турнір проходив на трьох стадіонах, усі у столиці країни, місті Доха.

## Кваліфікація

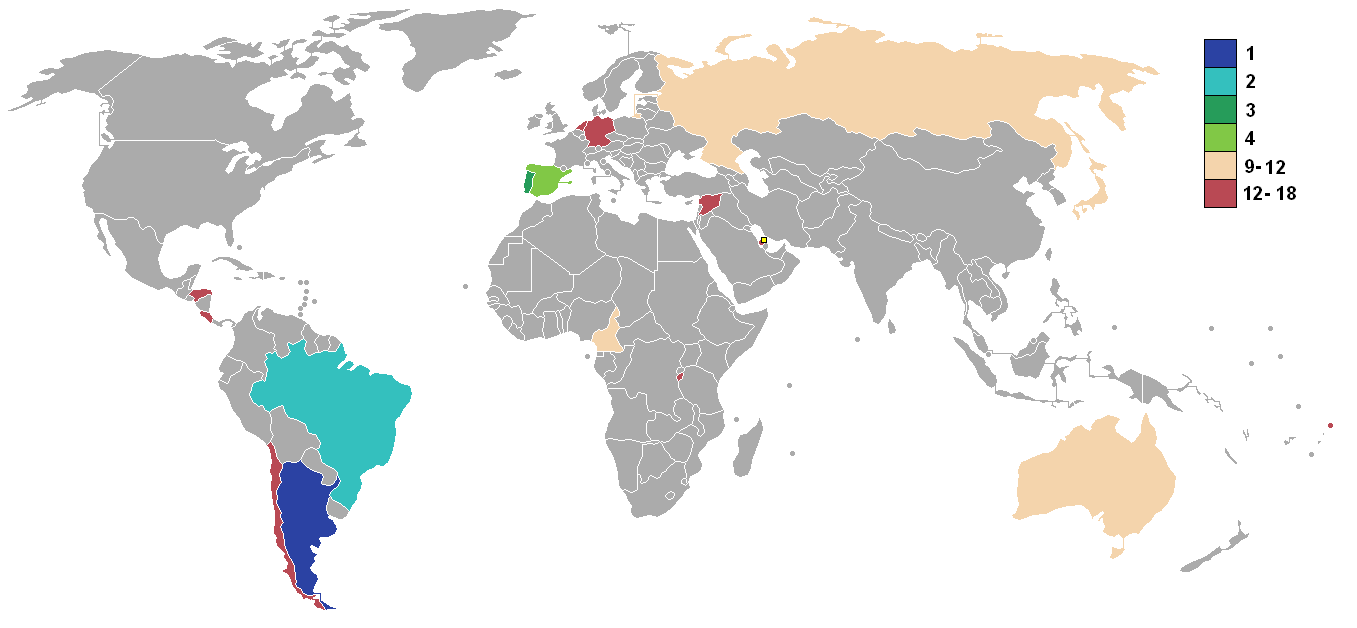
Країни-учасниці молодіжного чемпіонату світу та їх місця на турнірі

Катар автоматично отримав місце у фінальному турнірі на правах господаря. Решта 15 учасників визначилися за підсумками 6-ти молодіжних турнірів, що проводились кожною Конфедерацією, яка входить до ФІФА.
| Конфедерація | Турнір                                      | Збірні                                        |
| ------------ | ------------------------------------------- | --------------------------------------------- |
| АФК          | Господар                                    | Катар                                         |
| АФК          | Молодіжний чемпіонат Азії 1994              | Японія Сирія                                  |
| КАФ          | Молодіжний чемпіонат Африки 1995            | Бурунді1 Камерун                              |
| КОНКАКАФ     | Молодіжний чемпіонат КОНКАКАФ 1994          | Коста-Рика Гондурас                           |
| КОНМЕБОЛ     | Молодіжний чемпіонат Південної Америки 1995 | Аргентина Бразилія Чилі                       |
| ОФК          | Молодіжний чемпіонат ОФК 1994               | Австралія                                     |
| УЄФА         | Юнацький чемпіонат Європи (U-18) 1994       | Німеччина Нідерланди Португалія Росія Іспанія |

1.↑  Дебютант молодіжних чемпіонатів світу.

## Склади
Команди мали подати заявку з 18 гравців (двоє з яких — воротарі).

## Груповий етап
Переможці груп і команди, що зайняли другі місця, проходять в 1/4 фіналу.
| Умовні колірні позначення | Умовні колірні позначення             |
| ------------------------- | ------------------------------------- |
|                           | Команди, що проходять до чвертьфіналу |

### Група A
| Збірна   | О | І | В | Н | П | ГЗ | ГП | РГ | Кваліфікація         |
| -------- | - | - | - | - | - | -- | -- | -- | -------------------- |
| Бразилія | 7 | 3 | 2 | 1 | 0 | 8  | 0  | +8 | Вийшли в чвертьфінал |
| Росія    | 5 | 3 | 1 | 2 | 0 | 3  | 1  | +2 | Вийшли в чвертьфінал |
| Сирія    | 3 | 3 | 1 | 0 | 2 | 1  | 8  | −7 |                      |
| Катар    | 1 | 3 | 0 | 1 | 2 | 1  | 4  | −3 |                      |

| 13 квітня 1995 20:15 |

| Катар         | 1–1      | Росія     |
| ------------- | -------- | --------- |
| Аль-Еназі 54' | Протокол | Семак 52' |

| «Халіфа», Доха Глядачів: 65,000 Арбітр: Германн Альбрехт (Німеччина) |

| 14 квітня 1995 17:15 |

| Сирія | 0–6      | Бразилія                                                    |
| ----- | -------- | ----------------------------------------------------------- |
|       | Протокол | Рейналдо 12' (пен.), 25', 70' Елдер 67' Кайо 73' Муріло 85' |

| «Халіфа», Доха Глядачів: 40,000 Арбітр: Ален Сарс (Франція) |

| 16 квітня 1995 17:15 |

| Катар | 0–1      | Сирія        |
| ----- | -------- | ------------ |
|       | Протокол | Аль-Буші 52' |

| «Халіфа», Доха Глядачів: 60,000 Арбітр: Дермот Галлахер (Англія) |

| 17 квітня 1995 17:15 |

| Росія | 0–0      | Бразилія |
| ----- | -------- | -------- |
|       | Протокол |          |

| «Халіфа», Доха Глядачів: 5,000 Арбітр: Джамаль Аль-Гандур (Єгипет) |

| 19 квітня 1995 17:15 |

| Катар | 0–2      | Бразилія           |
| ----- | -------- | ------------------ |
|       | Протокол | Кайо 50' Елдер 61' |

| «Халіфа», Доха Глядачів: 40,000 Арбітр: Рамон Луїс Мендес Вега (Коста-Рика) |

| 19 квітня 1995 17:15 |

| Росія                    | 2–0      | Сирія |
| ------------------------ | -------- | ----- |
| Чумаченко 2' Лисенко 90' | Протокол |       |

| «Аль-Аглі», Доха Глядачів: 3,000 Арбітр: Хав'єр Кастрільї (Аргентина) |

### Група B
| Збірна  | О | І | В | Н | П | ГЗ | ГП | РГ | Кваліфікація         |
| ------- | - | - | - | - | - | -- | -- | -- | -------------------- |
| Іспанія | 9 | 3 | 3 | 0 | 0 | 13 | 5  | +8 | Вийшли в чвертьфінал |
| Японія  | 4 | 3 | 1 | 1 | 1 | 5  | 4  | +1 | Вийшли в чвертьфінал |
| Чилі    | 2 | 3 | 0 | 2 | 1 | 6  | 9  | −3 |                      |
| Бурунді | 1 | 3 | 0 | 1 | 2 | 2  | 8  | −6 |                      |

| 13 квітня 1995 17:15 |

| Бурунді        | 1–5      | Іспанія                                                    |
| -------------- | -------- | ---------------------------------------------------------- |
| Ндаїшиміте 82' | Протокол | Мартінес 26' Рауль 36' Рожер 40' (пен.) Ечеберрія 72', 86' |

| «Аль-Аглі», Доха Глядачів: 1,000 Арбітр: Марсіо Резенде (Бразилія) |

| 14 квітня 1995 17:15 |

| Чилі                      | 2–2      | Японія             |
| ------------------------- | -------- | ------------------ |
| Розенталь 11' (пен.), 67' | Протокол | Окі 47' Наката 87' |

| «Аль-Аглі», Доха Глядачів: 2,000 Арбітр: Чарльз Масембе (Уганда) |

| 16 квітня 1995 17:15 |

| Бурунді       | 1–1      | Чилі          |
| ------------- | -------- | ------------- |
| Бутунунгу 83' | Протокол | Розенталь 14' |

| «Аль-Аглі», Доха Глядачів: 3,000 Арбітр: Рамон Луїс Мендес Вега (Коста-Рика) |

| 17 квітня 1995 17:15 |

| Іспанія            | 2–1      | Японія     |
| ------------------ | -------- | ---------- |
| Рожер 8' Рауль 83' | Протокол | Наката 69' |

| «Аль-Аглі», Доха Глядачів: 4,000 Арбітр: Зелі Сінко (Кот-д'Івуар) |

| 19 квітня 1995 19:45 |

| Бурунді | 0–2      | Японія                       |
| ------- | -------- | ---------------------------- |
|         | Протокол | Ясунага 10' Ямада 17' (пен.) |

| «Халіфа», Доха Глядачів: 4,000 Арбітр: Джамаль Аль-Гандур (Єгипет) |

| 19 квітня 1995 19:45 |

| Іспанія                                                             | 6–3      | Чилі                             |
| ------------------------------------------------------------------- | -------- | -------------------------------- |
| Ечеберрія 9', 13' Очоа 20', 61' Сальгадо 47' де ла Пенья 80' (пен.) | Протокол | Розенталь 52' Полі 77' Лобос 83' |

| «Аль-Аглі», Доха Глядачів: 3,000 Арбітр: Паскуаль Ребольєдо Карденас (Мексика) |

### Група C
| Збірна     | О | І | В | Н | П | ГЗ | ГП | РГ | Кваліфікація         |
| ---------- | - | - | - | - | - | -- | -- | -- | -------------------- |
| Португалія | 9 | 3 | 3 | 0 | 0 | 7  | 2  | +5 | Вийшли в чвертьфінал |
| Аргентина  | 6 | 3 | 2 | 0 | 1 | 5  | 3  | +2 | Вийшли в чвертьфінал |
| Нідерланди | 3 | 3 | 1 | 0 | 2 | 7  | 5  | +2 |                      |
| Гондурас   | 0 | 3 | 0 | 0 | 3 | 5  | 14 | −9 |                      |

| 13 квітня 1995 17:15 |

| Нідерланди | 0–1      | Аргентина   |
| ---------- | -------- | ----------- |
|            | Протокол | Гарроне 90' |

| «Катар СК», Доха Глядачів: 2,000 Арбітр: Паскуаль Ребольєдо Карденас (Мексика) |

| 14 квітня 1995 19:45 |

| Гондурас               | 2–3      | Португалія                   |
| ---------------------- | -------- | ---------------------------- |
| Гевара 26' Кабрера 34' | Протокол | Нуну Гомеш 18', 66' Дані 53' |

| «Халіфа», Доха Глядачів: 10,000 Арбітр: Еммануел Дада Обафемі (Нігерія) |

| 16 квітня 1995 19:45 |

| Нідерланди                                                    | 7–1      | Гондурас           |
| ------------------------------------------------------------- | -------- | ------------------ |
| Вотер 3', 44' Вітзенгаусен 10', 24', 77' Герінг 67' Баума 78' | Протокол | Осегера 48' (пен.) |

| «Халіфа», Доха Глядачів: 20,000 Арбітр: Масайосі Окада (Японія) |

| 17 квітня 1995 19:45 |

| Аргентина | 0–1      | Португалія |
| --------- | -------- | ---------- |
|           | Протокол | Дані 71'   |

| «Халіфа», Доха Глядачів: 8,000 Арбітр: Руне Педерсен (Норвегія) |

| 20 квітня 1995 17:15 |

| Нідерланди | 0–3      | Португалія                            |
| ---------- | -------- | ------------------------------------- |
|            | Протокол | Бету 9' (пен.) Дані 47' Агоштінью 70' |

| «Халіфа», Доха Глядачів: 4,000 Арбітр: Германн Альбрехт (Німеччина) |

| 20 квітня 1995 17:15 |

| Аргентина                     | 4–2      | Гондурас              |
| ----------------------------- | -------- | --------------------- |
| Ібагаса 6' Pena 39', 42', 72' | Протокол | Гевара 48' Медіна 60' |

| «Аль-Аглі», Доха Глядачів: 3,000 Арбітр: Микола Левніков (Росія) |

### Група D
| Збірна     | О | І | В | Н | П | ГЗ | ГП | РГ | Кваліфікація         |
| ---------- | - | - | - | - | - | -- | -- | -- | -------------------- |
| Камерун    | 7 | 3 | 2 | 1 | 0 | 7  | 4  | +3 | Вийшли в чвертьфінал |
| Австралія  | 4 | 3 | 1 | 1 | 1 | 5  | 4  | +1 | Вийшли в чвертьфінал |
| Коста-Рика | 3 | 3 | 1 | 0 | 2 | 3  | 6  | −3 |                      |
| Німеччина  | 2 | 3 | 0 | 2 | 1 | 3  | 4  | −1 |                      |

| 13 квітня 1995 19:45 |

| Австралія                  | 2–0      | Коста-Рика |
| -------------------------- | -------- | ---------- |
| Відука 51' Енес 74' (пен.) | Протокол |            |

| «Аль-Аглі», Доха Глядачів: 1,000 Арбітр: Абдул Рахман Аль-Зейд (Саудівська Аравія) |

| 14 квітня 1995 19:45 |

| Камерун  | 1–1      | Німеччина      |
| -------- | -------- | -------------- |
| Сімо 90' | Протокол | Гінц 9' (пен.) |

| «Аль-Аглі», Доха Глядачів: 1,000 Арбітр: Хав'єр Кастрільї (Аргентина) |

| 16 квітня 1995 19:45 |

| Австралія       | 2–3      | Камерун                    |
| --------------- | -------- | -------------------------- |
| Відука 11', 72' | Протокол | Нтамаг 52', 90' Нд'єфі 67' |

| «Аль-Аглі», Доха Глядачів: 5,000 Арбітр: Микола Левніков (Росія) |

| 17 квітня 1995 19:45 |

| Коста-Рика                  | 2–1      | Німеччина |
| --------------------------- | -------- | --------- |
| Беннетт 42' (пен.) Сото 52' | Протокол | Валле 90' |

| «Аль-Аглі», Доха Глядачів: 5,000 Арбітр: Ален Сарс (Франція) |

| 20 квітня 1995 19:45 |

| Австралія  | 1–1      | Німеччина |
| ---------- | -------- | --------- |
| Відука 54' | Протокол | Рат 23'   |

| «Халіфа», Доха Глядачів: 4,000 Арбітр: Марсіо Резенде (Бразилія) |

| 20 квітня 1995 19:45 |

| Коста-Рика  | 1–3      | Камерун                  |
| ----------- | -------- | ------------------------ |
| Беннетт 30' | Протокол | Нд'єфі 26' Есса 36', 75' |

| «Аль-Аглі», Доха Глядачів: 6,000 Арбітр: Дермот Галлахер (Англія) |

## Плей-оф
|  | Чвертьфінали      | Чвертьфінали     |                  |         | Півфінали   | Півфінали   |  |  | Фінал            | Фінал |
|  |                   |                  |                  |         |             |             |  |  |                  |       |
|  | 23 квітня — Доха  |                  |                  |         |             |             |  |  |                  |       |
|  |                   |                  |                  |         |             |             |  |  |                  |       |
|  | Бразилія          | 2                |                  |         |             |             |  |  |                  |       |
|  | Бразилія          | 2                | 25 квітня — Доха |         |             |             |  |  |                  |       |
|  | Японія            | 1                |                  |         |             |             |  |  |                  |       |
|  | Японія            | 1                | Бразилія         | 1       |             |             |  |  |                  |       |
|  | 23 квітня — Доха  |                  | Бразилія         | 1       |             |             |  |  |                  |       |
|  |                   | Португалія       | 0                |         |             |             |  |  |                  |       |
|  | Португалія (д.ч.) | Португалія       | 0                | 2       |             |             |  |  |                  |       |
|  | Португалія (д.ч.) |                  | 28 квітня — Доха | 2       |             |             |  |  |                  |       |
|  | Австралія         | 1                |                  |         |             |             |  |  |                  |       |
|  | Австралія         | 1                | Бразилія         | 0       |             |             |  |  |                  |       |
|  | 23 квітня — Доха  |                  | Бразилія         | 0       |             |             |  |  |                  |       |
|  |                   | Аргентина        | 2                |         |             |             |  |  |                  |       |
|  | Іспанія           | Аргентина        | 2                | 4       |             |             |  |  |                  |       |
|  | Іспанія           | 25 квітня — Доха |                  | 4       |             |             |  |  |                  |       |
|  | Росія             | 1                |                  |         |             |             |  |  |                  |       |
|  | Росія             | 1                | Іспанія          | 0       | Третє місце | Третє місце |  |  |                  |       |
|  | 23 квітня — Доха  |                  | Іспанія          | 0       | Третє місце | Третє місце |  |  |                  |       |
|  |                   | Аргентина        | 3                |         |             |             |  |  |                  |       |
|  | Камерун           | Аргентина        | 3                | 0       | Португалія  | 3           |  |  |                  |       |
|  | Камерун           |                  |                  | 0       | Португалія  | 3           |  |  |                  |       |
|  | Аргентина         | 2                |                  | Іспанія | 2           |             |  |  |                  |       |
|  | Аргентина         | 2                |                  |         | 2           |             |  |  |                  |       |
|  |                   |                  |                  |         |             |             |  |  | 28 квітня — Доха |       |
|  |                   |                  |                  |         |             |             |  |  |                  |       |

### Чвертьфінали
| 23 квітня 1995 17:15 |

| Бразилія      | 2–1      | Японія  |
| ------------- | -------- | ------- |
| Кайо 26', 40' | Протокол | Оку 15' |

| «Халіфа», Доха Глядачів: 5,000 Арбітр: Германн Альбрехт (Німеччина) |

| 23 квітня 1995 17:15 |

| Іспанія                          | 4–1      | Росія            |
| -------------------------------- | -------- | ---------------- |
| Рауль 3' Ечеберрія 13', 21', 62' | Протокол | Липко 65' (пен.) |

| «Аль-Аглі», Доха Глядачів: 4,000 Арбітр: Джамаль Аль-Гандур (Єгипет) |

| 23 квітня 1995 20:15 |

| Португалія          | 2–1 (д.ч.) | Австралія                |
| ------------------- | ---------- | ------------------------ |
| Агоштінью 66', 100' | Протокол   | Карлуш Феліпе 72' (а.г.) |

| «Халіфа», Доха Глядачів: 5,000 Арбітр: Руне Педерсен (Норвегія) |

| 23 квітня 1995 20:15 |

| Камерун | 0–2      | Аргентина             |
| ------- | -------- | --------------------- |
|         | Протокол | Герреро 37' Коєтт 49' |

| «Аль-Аглі», Доха Глядачів: 7,000 Арбітр: Ален Сарс (Франція) |

### Півфінали
| 25 квітня 1995 17:15 |

| Бразилія | 1–0      | Португалія |
| -------- | -------- | ---------- |
| Кайо 90' | Протокол |            |

| «Халіфа», Доха Глядачів: 10,000 Арбітр: Паскуаль Ребольєдо Карденас (Мексика) |

| 25 квітня 1995 20:15 |

| Іспанія | 0–3      | Аргентина                          |
| ------- | -------- | ---------------------------------- |
|         | Протокол | Б'яджіні 21' Коєтт 54' Чапарро 81' |

| «Халіфа», Доха Глядачів: 10,000 Арбітр: Германн Альбрехт (Німеччина) |

### Матч за третє місце
| 28 квітня 1995 14:45 |

| Португалія                   | 3–2      | Іспанія                      |
| ---------------------------- | -------- | ---------------------------- |
| Нуну Гомеш 68', 82' Дані 73' | Протокол | Сальгадо 25' де ла Пенья 38' |

| «Халіфа», Доха Глядачів: 50,000 Арбітр: Абдул Рахман Аль-Зейд (Саудівська Аравія) |

### Фінал
| 28 квітня 1995 17:15 |

| Бразилія | 0–2      | Аргентина                |
| -------- | -------- | ------------------------ |
|          | Протокол | Б'яджіні 25' Герреро 89' |

| «Халіфа», Доха Глядачів: 65,000 Арбітр: Дермот Галлахер (Англія) |

## Чемпіон
| Чемпіони світу U-20 1995 Аргентина (2-ий титул) Хоакін Ірігойтія • Себастьян Пена • Федеріко Ернан Домінгес • Густаво Ломбарді • Маріано Хуан • Хуан Пабло Сорін • Франсіско Герреро • Гільєрмо Ларроса • Херман Аранхіо • Аріель Ібагаса • Леонардо Б'яджіні • Гастон Пеццуті • Дієго Кроса • Крістіан Діас • Андрес Гарроне • Хуліо Байон • Вальтер Коєтте • Крістіан Чапарро Тренер: Хосе Пекерман |

## Нагороди
По завершенні турніру були оголошені такі нагороди:
| Золотий бутс     | Золотий м'яч | Нагорода Fair Play |
| ---------------- | ------------ | ------------------ |
| Хосеба Ечеберрія | Кайо         | Японія             |

## Бомбардири
7 голів
- Хосеба Ечеберрія

5 голів
- Кайо

4 голи
- Марк Відука
- Себастьян Розенталь
- Дані
- Нуну Гоміш

3 голи
- Себастьян Пена
- Рейналдо
- Мендел Вітзенгаусен
- Агоштінью
- Рауль

2 голи
| - Франсіско Габріель Герреро - Леонардо Б'яджіні - Вальтер Коєтт - Елдер - Базіль Есса | - Макдональд Нд'єфі - Валері Нтамаг - Джевісон Беннетт - Амадо Гевара - Хідетосі Наката | - Нордін Вотер - Іван де ла Пенья - Мічель Сальгадо - Рауль Очоа - Рожер |

1 гол
| - Андрес Гарроне - Аріель Ібагаса - Рауль Чапарро - Роберт Енес - Муріло - Блейз Бутунунгу - Фреді Ндаїшиміте - Огюстен Сімо - Данте Полі - Франк Лобос - Хафет Сото | - Карстен Гінц - Ян Валле - Марсел Рат - Едвін Медіна - Луїс Осегера - Орвін Кабрера - Дайсуке Оку - Нобухіса Ямада - Сотаро Ясунага - Окі Сусуму | - Роберт Герінг - Вілфред Баума - Бету - Мохаммед Салем Аль-Еназі - Олександр Липко - Сергій Лисенко - Сергій Семак - Євген Чумаченко - Луїс Мартінес - Ніхад Аль-Буші |

Автогол
- Карлуш Феліпе (проти Австралія)

## Підсумкова таблиця
| М                              | Збірна     | І | В | Н | П | ГЗ | ГП | РГ | О  |
| ------------------------------ | ---------- | - | - | - | - | -- | -- | -- | -- |
| 1                              | Аргентина  | 6 | 5 | 0 | 1 | 12 | 3  | +9 | 15 |
| 2                              | Бразилія   | 6 | 4 | 1 | 1 | 11 | 3  | +8 | 13 |
| 3                              | Португалія | 6 | 5 | 0 | 1 | 12 | 6  | +6 | 15 |
| 4                              | Іспанія    | 6 | 4 | 0 | 2 | 19 | 12 | +7 | 12 |
| Вибули в чвертьфіналі          |            |   |   |   |   |    |    |    |    |
| 5                              | Камерун    | 4 | 2 | 1 | 1 | 7  | 6  | +1 | 7  |
| 6                              | Росія      | 4 | 1 | 2 | 1 | 4  | 5  | –1 | 5  |
| 7                              | Австрія    | 4 | 1 | 1 | 2 | 6  | 6  | 0  | 4  |
| 7                              | Японія     | 4 | 1 | 1 | 2 | 6  | 6  | 0  | 4  |
| Вибули після групового турніру |            |   |   |   |   |    |    |    |    |
| 9                              | Нідерланди | 3 | 1 | 0 | 2 | 7  | 5  | +2 | 3  |
| 10                             | Коста-Рика | 3 | 1 | 0 | 2 | 3  | 6  | –3 | 3  |
| 11                             | Сирія      | 3 | 1 | 0 | 2 | 1  | 8  | –7 | 3  |
| 12                             | Німеччина  | 3 | 0 | 2 | 1 | 3  | 4  | –1 | 2  |
| 13                             | Чилі       | 3 | 0 | 2 | 1 | 6  | 9  | –3 | 2  |
| 14                             | Катар      | 3 | 0 | 1 | 2 | 1  | 4  | –3 | 1  |
| 15                             | Бурунді    | 3 | 0 | 1 | 2 | 2  | 8  | –6 | 1  |
| 16                             | Гондурас   | 3 | 0 | 0 | 3 | 5  | 14 | –9 | 0  |